# نزهاجال رافي
نزهاجال رافي هو ممثل هندي، ولد في 16 أبريل 1953 بتشيناي في الهند.

## وصلات خارجية
- نزهاجال رافي على موقع IMDb (الإنجليزية)
- نزهاجال رافي على موقع قاعدة بيانات الفيلم (الإنجليزية)